# Škoda Auto
Škoda Auto je češki proizvajalec avtomobilov. Poimenovano je po Emilu Škodi (1839–1900), ki je do prevzema težkoindustrijskega podjetja Škoda podjetje tudi vodil. Leta 1925 podjetje Škoda prevzame podjetje "Laurin & Klement", ki sta ga leta 1895 ustanovila Václav Laurin in Václav Klement. Škoda Auto je od leta 1991 podružnica skupine Volkswagen.

## Modeli

### Trenutni modeli
- Škoda Enyaq – električni športni terenec (od 2020)
- Škoda Kodiaq – športni terenec (od 2016)
- Škoda Karoq – kompaktni športni terenec (od 2017)
- Škoda Kamiq – športni terenec (od 2019)
- Škoda Kushaq – športni terenec (od 2021)
- Škoda Superb III – višji srednji razred (od 2015)
- Škoda Octavia IV – družinski avtomobil (od 2019)
- Škoda Slavia – kompaktni avtomobil (od 2022)
- Škoda Rapid – kompaktni avtomobil (od 2012)
- Škoda Scala – kompaktni avtomobil (od 2019)
- Škoda Fabia IV – supermini (od 2021)

- Škoda Enyaq (od 2020)
- Škoda Kodiaq (od 2016)
- Škoda Karoq (od 2017)
- Škoda Kamiq (od 2019)
- Škoda Kushaq (od 2021)
- Škoda Superb III (od 2015)
- Škoda Octavia IV (od 2019)
- Škoda Slavia (od 2022)
- Škoda Rapid (od 2012)
- Škoda Scala (od 2019)
- Škoda Fabia IV (od 2021)

### Vsi modeli

#### 1900.
- Laurin & Klement A (1905–1907)
- Laurin & Klement B (1906–1908)
- Laurin & Klement C (1906–1908)
- Laurin & Klement D (1906–1907)
- Laurin & Klement E (1906–1909)
- Laurin & Klement B2 (1907–1908)
- Laurin & Klement C2 (1907–1908)
- Laurin & Klement F (1907–1909)
- Laurin & Klement FF (1907)
- Laurin & Klement FC (1907–1909)
- Laurin & Klement HO/ HL/HLb (1907–1913)
- Laurin & Klement BS (1908–1909)
- Laurin & Klement FCS (1908–1909)
- Laurin & Klement G (1908–1911)
- Laurin & Klement DO/DL (1909–1912)
- Laurin & Klement FDO/FDL (1909–1915)
- Laurin & Klement EN (1909–1910)
- Laurin & Klement FN/GDV/RC (1909–1913)
- Laurin & Klement FCR (1909)
- Laurin & Klement L/LO (1909–1911)

#### 1910.
- Laurin & Klement ENS (1910–1911)
- Laurin & Klement K/Kb/LOKb (1911–1915)
- Laurin & Klement LK (1911–1912)
- Laurin & Klement S/Sa (1911–1916)
- Laurin & Klement DN (1912–1915)
- Laurin & Klement RK (1912–1916)
- Laurin & Klement Sb/Sc (1912–1915)
- Laurin & Klement M/Mb/MO (1913–1915)
- Laurin & Klement MK/400 (1913–1924)
- Laurin & Klement O/OK (1913–1916)
- Laurin & Klement Sd/Se/Sg/Sk (1913–1917)
- Laurin & Klement Ms (1914–1920)
- Laurin & Klement Sh/Sk (1914–1917)
- Laurin & Klement T/Ta (1914–1921)
- Laurin & Klement Si/Sl/Sm/So/200/205 (1916–1924)
- Laurin & Klement Md/Me/Mf/Mg/Mh/Mi/Ml/300/305 (1917–1923)

#### 1920.
- Laurin & Klement MS/540/545 (1920–1923)
- Laurin & Klement Škoda 545 (1924–1927)
- Škoda 422 (1929–1932)
- Škoda 430 (1929–1936)

#### 1930.
- Škoda 633 (1931–1934)
- Škoda 637 (1932–1935)
- Škoda 420 Standard/Rapid/Popular (1933–1938)
- Škoda Rapid (1935–1947)
- Škoda Favorit (1936–1941)
- Škoda Superb (1934–1943)

#### 1940.
- Škoda Superb OHV (1946–1949)
- Škoda 1101 Tudor (1946–1949)
- Škoda 1102 (1948–1952)
- Škoda VOS (1949–1952)

#### 1950.
- Škoda 1200 (1952–1955)
- Škoda 440/445/450 (1955–1959)
- Škoda 1201 (1955–1962)
- Škoda Felicia (1959–1964)
- Škoda Octavia (1959–1964)

#### 1960.
- Škoda 1202 (1961–1973)
- Škoda Octavia Combi (1964–1971)
- Škoda 1000 MB (1964–1969)
- Škoda 1203 (1968–1999)
- Škoda 100/110 (1969–1977)

#### 1970.
- Škoda 110 R (1970–1980)
- Škoda 105/120/125 (1976–1990)

#### 1980.
- Škoda Garde (1981–1984)
- Škoda 130/135/136 (1984–1990)
- Škoda Rapid (1984) (1984–1990)
- Škoda Favorit/Forman/Pick-up (1987–1995)

#### 1990.
- Škoda Felicia (1994–2001) [FL 1998]
- Škoda Octavia prva generacija (1996–2004, Tour 2004–2010) [FL 2000]
- Škoda Fabia prva generacija (1999–2007) [FL 2004]

#### 2000.
- Škoda Superb prva generacija (2001–2008) [FL 2006]
- Škoda Octavia druga generacija (2004–2013) [FL 2008]
- Škoda Roomster (2006–2015) [FL 2010, 2013]
- Škoda Praktik (2007–2015) [FL 2010 2013]
- Škoda Fabia druga generacija (2007–2014) [FL 2010]
- Škoda Superb druga generacija (2008–2015) [FL 2013]
- Škoda Yeti (2009–2017)

2010.
- Škoda Citigo (2011–danes) [FL 2017]
- Škoda Rapid (2012–2019) [FL 2013, 2015, 2017]
- Škoda Octavia tretji generacija (2013–danes) [FL 2016]
- Škoda Fabia tretji generacjia (2014–danes) [FL 2018]
- Škoda Superb tretji generacjia (2015–danes)
- Škoda Kodiaq (2016–danes)
- Škoda Koraq (2017–danes)

- Laurin & Klement A (1905)
- Škoda 422 (1929–1932)
- Škoda 420 (1933–1938)
- Škoda VOS (1949–1952)
- Škoda 440 (1955–1959)
- Škoda Felicia (1959–1964)
- Škoda 1202 (1961–1973)
- Škoda 1000 MB (1964–1969)
- Škoda 100/110R Coupé (1969–1980)
- Škoda 105 (1976–1989)
- Škoda 120 (1976–1990)
- Škoda Garde/Rapid (1981–1990)
- Škoda Favorit (1987–1995)
- Škoda Felicia (1994–2001)
- Škoda Octavia I (1996–2010)
- Škoda Fabia I (1999–2007)
- Škoda Superb I (2001–2008)
- Škoda Octavia II (2004–2008)
- Škoda Octavia II facelift (2008–2013)
- Škoda Rapid (2012–2019)
- Škoda Octavia III (2013–2016)
- Škoda Octavia III facelift (2016–danes)

### Konceptni avtomobili
- Vision C (2013)
- MissionL (2011)
- Vision D (2011)
- Fabia Super (2007)
- Joyster (2006)
- Yeti II (2006)
- Roomster (2003)
- Tudor (2002)
- Fabia Paris Edition (2002)
- Ahoj (2002)
- Felicia Golden Prague (1998)
- 783 Favorit Coupé (1987)
- Škoda 110 Super Sport Ferat (1971)
- Škoda 1100 GT (1968)
- Škoda 720 (1967–1972)
- Škoda F3 (1964)
- Škoda 1100 Type 968 (1958)
- Škoda 973 Babeta (1949)